# Stray Sheep
Stray Sheep è il quinto album in studio del cantautore giapponese Kenshi Yonezu. È stato pubblicato il 5 agosto 2020 sotto l'etichetta Sony Music Records.

## Tracce
Testi e musiche di Kenshi Yonezu.
1. カムパネルラ (Campanella) – 3:55
2. Flamingo – 3:16
3. 感電 (Kanden) – 4:24
4. PLACEBO (feat. Yojiro Noda) – 4:00
5. パプリカ (Paprika) – 3:22
6. 馬と鹿 (Uma to shika) – 4:25
7. 優しい人 (Yasashii hito) – 3:28
8. Lemon – 4:15
9. まちがいさがし (Machigai sagashi) – 4:27
10. ひまわり (Himawari) – 4:02
11. 迷える羊 (Mayoeru hitsuji) – 3:46
12. Décolleté – 3:29
13. TEENAGE RIOT – 3:45
14. 海の幽霊 (Umi no yuurei) – 3:54
15. カナリヤ (Canary) – 4:58

Durata totale: 59:26